# MILLENNIUM GREETING
「MILLENNIUM GREETING」（ミレニアム・グリーティング）は、V6の15枚目のシングル。2000年2月2日にavex traxから発売された。

## 解説
- V6初マキシシングル、初トリプルA面シングルである。
- 「Life goes on」は片岡大志が自身のアルバムで「Life goes on 2002」としてセルフカバーしている（歌詞が一部異なる）。
- 『野性の花』は坂本、井ノ原、森田に、『Life goes on』は坂本と井ノ原にソロパートが与えられている。
- 同曲はサビの部分がL'Arc～en～CielのHEAVEN'S DRIVEと酷似していること指摘が一部から出たことから、パクリ疑惑にまで発展した。

## 収録曲
1. 野性の花 [4:00]
作詞：真木須とも子
作曲・編曲：田島貴男
  - 森田剛主演 ANB系ドラマ『月下の棋士』主題歌
2. Life goes on [4:00]
作詞・作曲：片岡大志
編曲：上野圭市
  - TBS系『学校へ行こう!』テーマソング
3. MY DAYS [4:00]
作詞：森たまき
作曲：Face 2 fAKE
編曲：村山晋一郎
  - CX系『V6の素』エンディングテーマ
  - CX系『マッハブイロク』エンディングテーマ
4. 野性の花（Growing Future Mix）
  - 本作の1曲目のリミックスバージョン
5. Life goes on（Space Mix）
  - 本作の2曲目のリミックスバージョン
6. MY DAYS（Plasma Funk Mix）
  - 本作の3曲目のリミックスバージョン
7. 野性の花（カラオケ）
8. Life goes on（カラオケ）
9. MY DAYS（カラオケ）

## 収録アルバム
- 『"HAPPY" Coming Century, 20th Century Forever』（#1-3）
  - 3曲ともアルバムバージョンを収録。
- 『Very best』（#1, 2）
- 『SUPER Very best』（#1）
- 『Very6 BEST』（#1, 2）

## 映像作品
- Film V6 act III-CLIPS and more-（#1）
- VERY HAPPY!!!（#1,3）
- LIV6（#2）
- LOVE&LIFE 〜V6 SUMMER SPECIAL DREAM LIVE 2003〜（#1,3）
- 10th Anniversary CONCERT TOUR 2005 "musicmind"（#1）
- V6 LIVE TOUR 2007 Voyager -僕と僕らのあしたへ-（#2）
- 20th Century LIVE TOUR 2009 HONEY HONEY HONEY/We are Coming Century Boys LIVE Tour 2009（#2）
- V6 LIVE TOUR 2015 -SINCE 1995〜FOREVER- （#1）
- LIVE TOUR V6 groove（初回限定盤B #1,2）